# Rhizoprionodon taylori
O tubarão-bico-fino-australiano é uma espécie de tubarão do gênero  Rhizoprionodon da família Carcharhinidae. É encontrado, como o próprio nome já diz, em águas costeiras tropicais no norte da Austrália e ao largo da Papua-Nova Guiné, no leste do Oceano Índico e oeste do Oceano Pacífico, de profundidades de até 300 metros. É uma das menores espécies do seu gênero, junto com o tubarão-bico-fino-cinzento, chegando até 70 cm.

## Aparência
O tubarão-bico-fino-australiano é como todos os seus parentes: tem um focinho longo e pontudo, barbatanas peitorais e dorsais pequenas, olhos grandes e circulares. Mas se distingue por sua coloração na área dorsal que é um marrom com um tom acinzentado claro, barbatanas com arestas claras (mas não marcadas) e seus dentes. Sua barriga é branca. É a segunda menor espécie de seu gênero Rhizoprionodon, chegando a medir no máximo 70 cm de comprimento. Quando maturos, podem chegar a medir até 42 cm. A longevidade máxima já registrada que uma dessas espécimes sobreviveu na natureza foi de 7 anos.

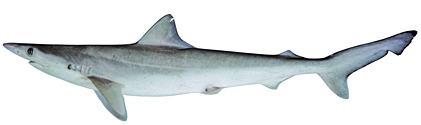

## Distribuição e hábitat
O tubarão-bico-fino-australiano como o próprio nome já diz, é encontrado no Oceano Pacífico ocidental, em águas marinhas costeiras de climas tropicais no oriente, norte e ocidente da Austrália e ao largo da Papua-Nova Guiné, de profundidades de até 300 metros.

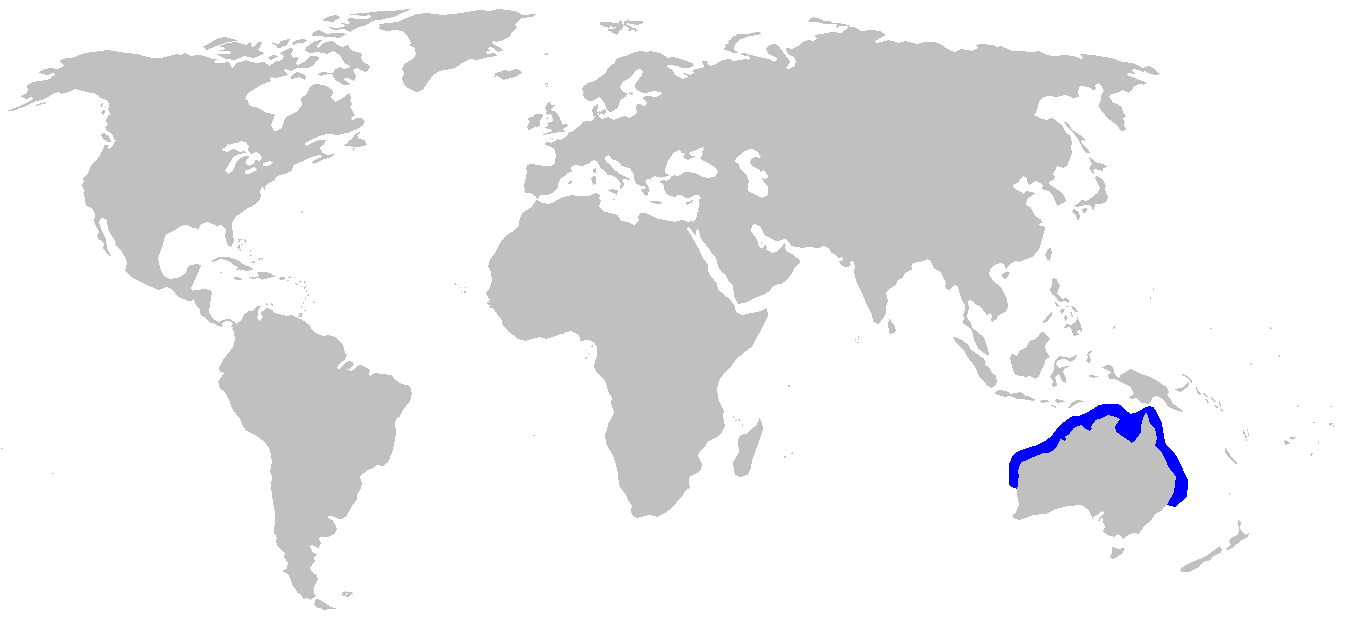
Distribuição geográfica do tubarão-bico-fino-australiano.

## Reprodução
O tubarão-bico-fino-australiano é víviparo, tendo de 1 até 10 filhotes em um ninho. Quando os filhotes nascem podem ter um comprimento de 25 cm de comprimento. O período de gestação é de 11 ou 12 meses

## Estado de conservação
O tubarão-bico-fino-australiano foi considerado como uma espécie pouco preocupante pela União Internacional para a Conservação da Natureza (IUCN) desde 2018. Não são muito consumidos ou comercializados pelos humanos pois são pequenos demais, mas às vezes o usam para fazer sopa de barbatana de tubarão. 